# Loxophlebia ducallis
Loxophlebia ducallis är en fjärilsart som beskrevs av Jörgensen 1935. Loxophlebia ducallis ingår i släktet Loxophlebia och familjen björnspinnare. Inga underarter finns listade i Catalogue of Life.